# Hebron, Heby kommun
Hebron, torp under byn Gäddsjö strax norr om Tärnsjö i Nora socken, Heby kommun. Torpet omtalas första gången 1866.
Orten ligger i den del av nordvästra Uppland som före 1 januari 2007 tillhörde Västmanlands län, men som numera är en del av Uppsala län. Det speciella med Hebron är att byn fått sitt namn efter Hebron på Västbanken, vilket är en ort som nämns i bibeln.